# Купреенков, Алексей Александрович
Алексей Александрович Купреенков (род. 27 июля 1977, Павловский Посад, Московская область) — российский хоккеист, нападающий. Мастер спорта России.

## Биография
Начинал играть в «Планете» и «Юности» (Павловский Посад), выпускник «Кристалла» Электросталь.
Играл за команды «Кристалл-2» Электросталь (1995/96 — 1998/99), «Кристалл» (1996/97 — 1999/2000, 2007/08), «Крылья Советов» (1999/2000, аренда), «Спартак» и «Спартак-2» (2000/01), ЦСКА и ЦСКА-2 (2001/02), «Нефтяник» Альметьевск (2001/02 — 2004/05, 2005/06, 2006/07), «Торпедо» и «Торпедо-2» (Нижний Новгород, 2005/06), «Химик» Воскресенск (2005/06), «Дмитров» (2006/07).
В Суперлиге провёл четыре сезона, сыграл 79 матчей.
Игрок любительского ФК «Павловский Посад» (2012—2013). Тренер ФК «Арсенал» (Павловский Посад, 2018—2022).